# Erica abietina
Erica abietina är en ljungväxtart. Erica abietina ingår i släktet klockljungssläktet, och familjen ljungväxter.

## Underarter
Arten delas in i följande underarter:
- E. a. abietina
- E. a. atrorosea
- E. a. aurantiaca
- E. a. constantiana
- E. a. diabolis
- E. a. perfoliosa
- E. a. petraea
- E. a. echiiflora

## Bildgalleri

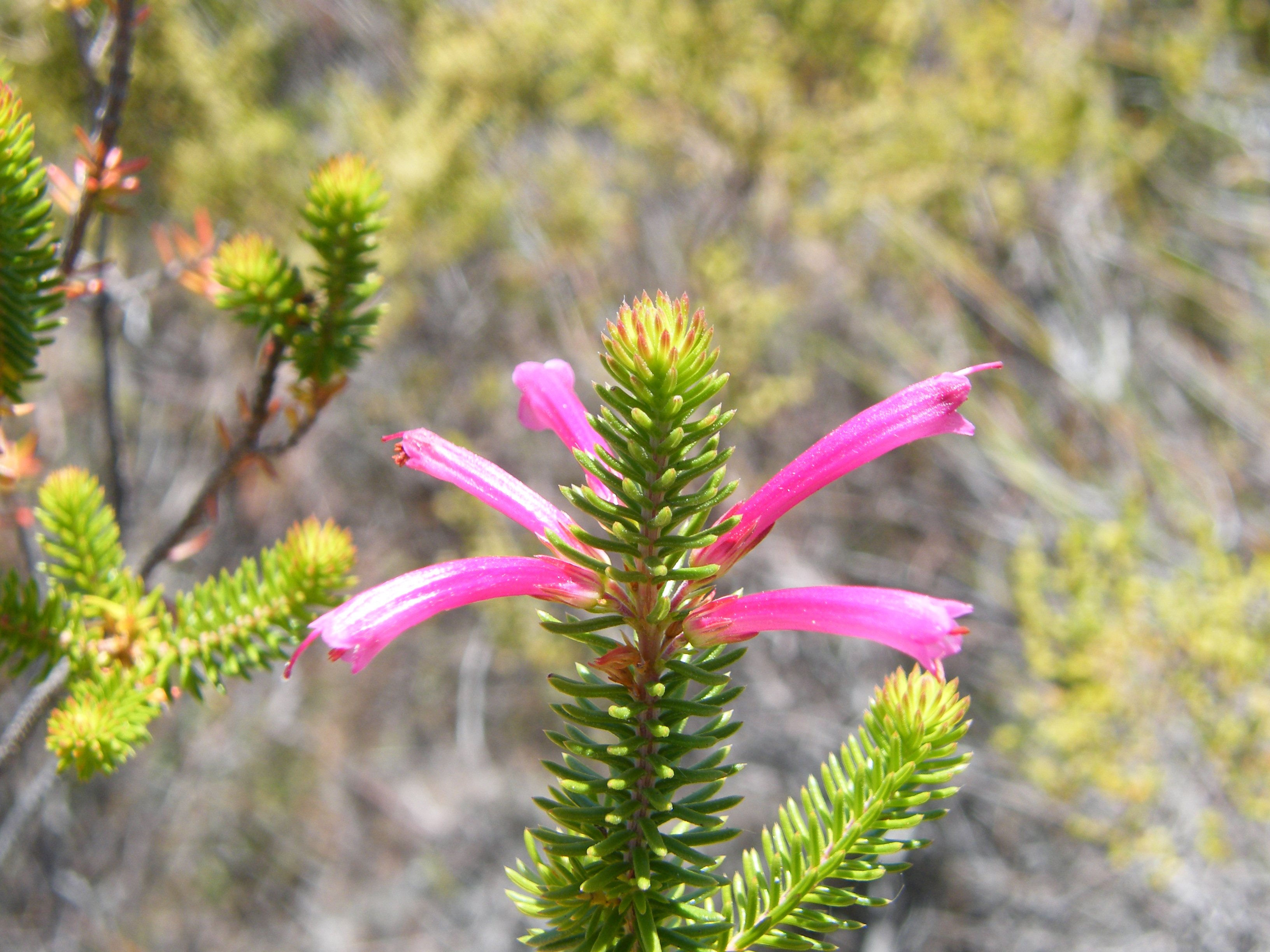
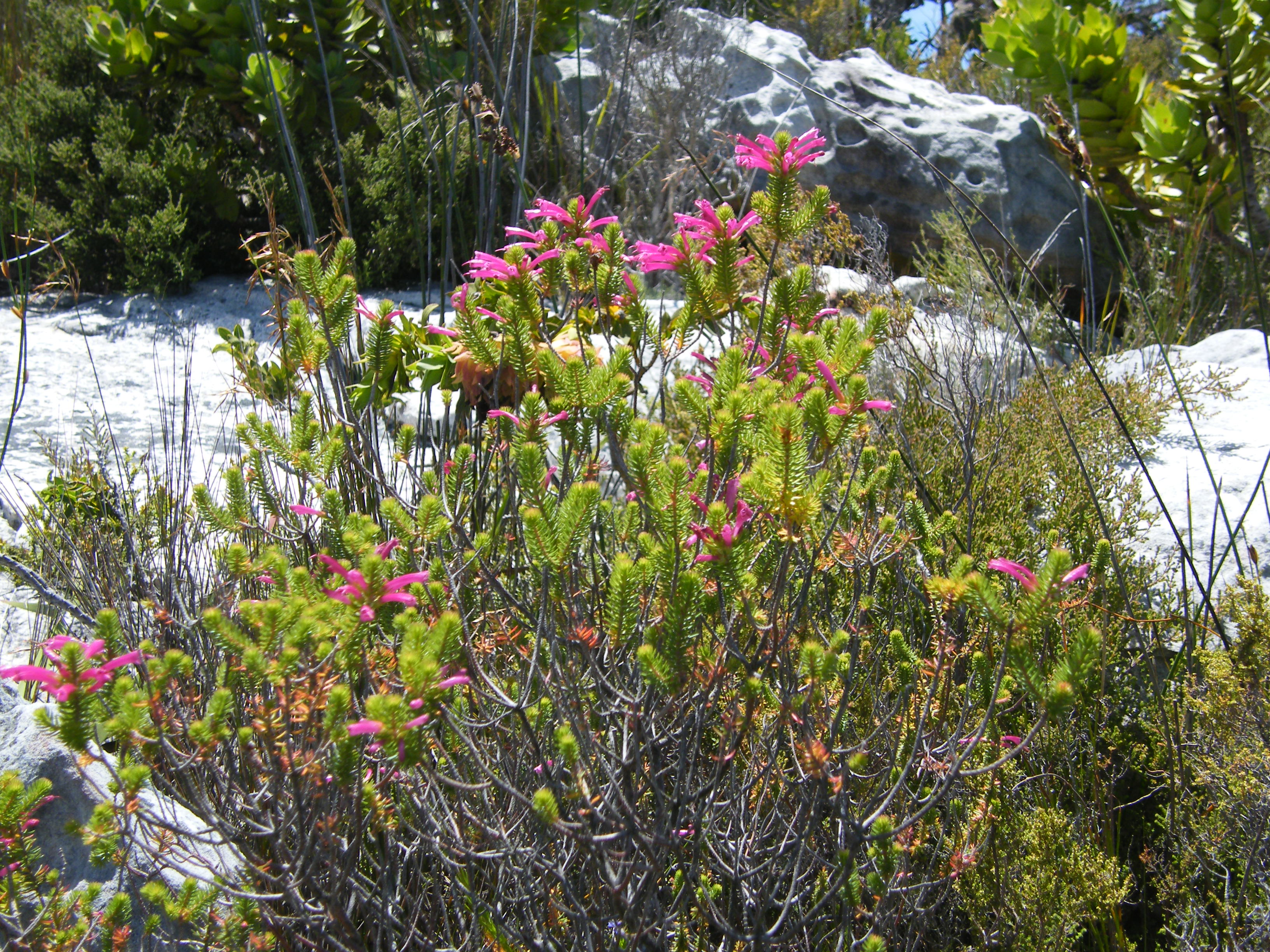
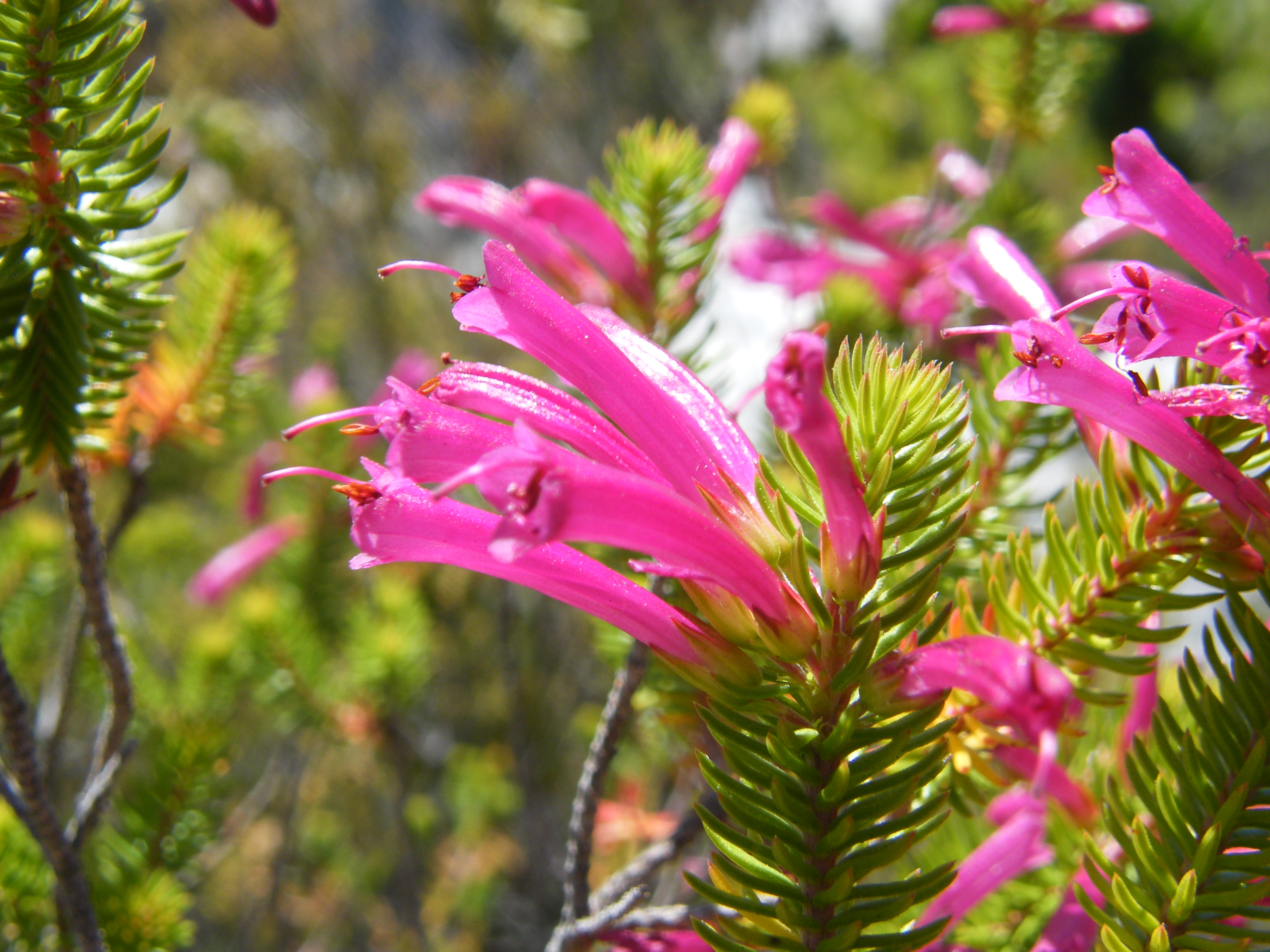
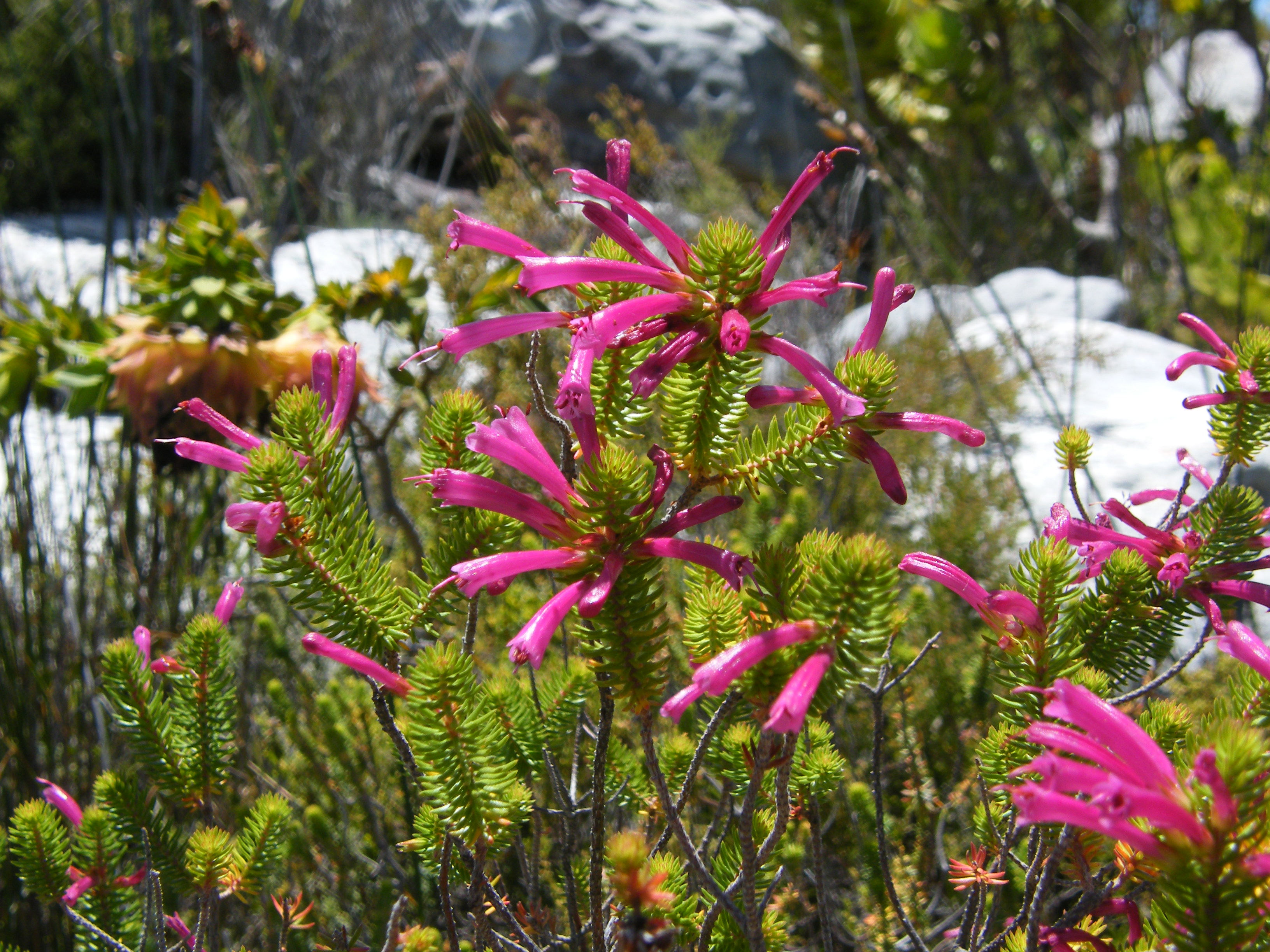
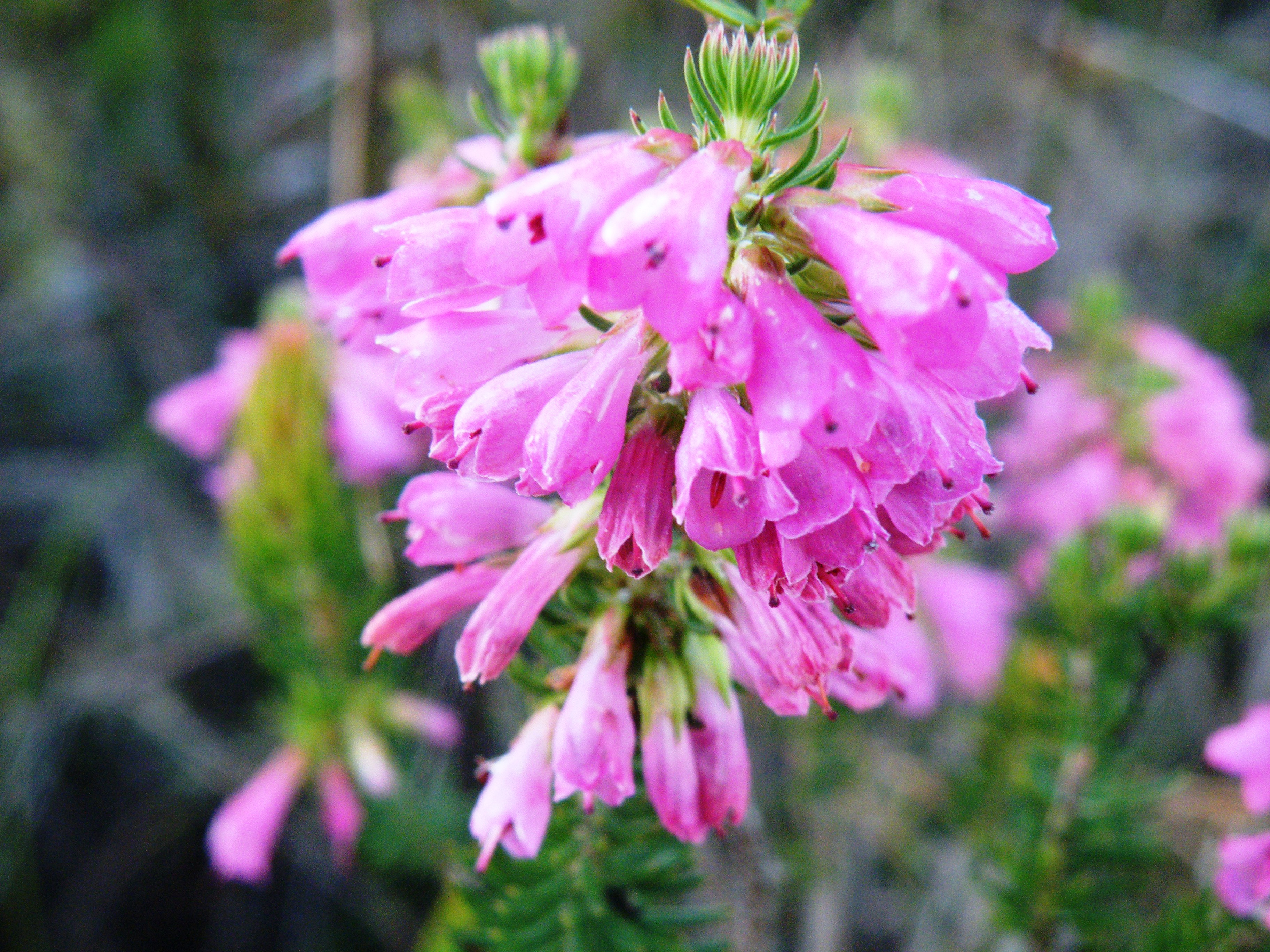
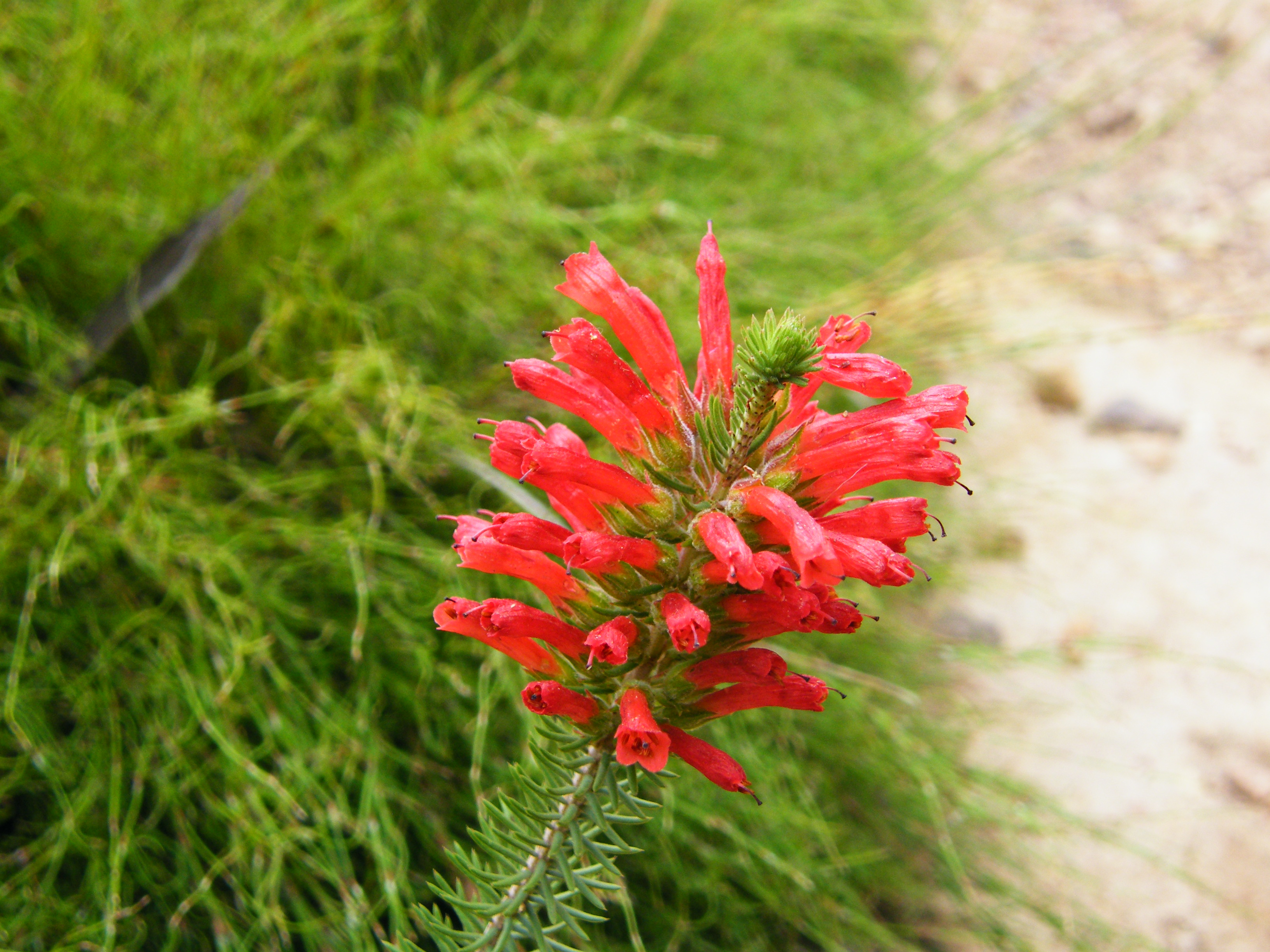